# كريس فينلايسون
كريس فينلايسون هو محامي وسياسي نيوزيلندي، ولد في 1956 في ويلينغتون في نيوزيلندا. نشط حزبياً في الحزب الوطني في نيوزيلندا.

## مناصب
- انتخب المدعي العام لنيوزيلندا [الإنجليزية]‏ (19 نوفمبر 2008 – 26 أكتوبر 2017).
- انتخب وزير العدل [الإنجليزية]‏ (30 أغسطس 2014 – 8 أكتوبر 2014).
- انتخب وزير البيئة ‏ (21 مارس 2012 – 2 أبريل 2012).
- انتخب عضو مجلس النواب النيوزيلندي ‏ عن دائرة List MP [الإنجليزية]‏ وقد انضم خلال فترته النيابية [الإنجليزية]‏ للكتلة البرلمانية الحزب الوطني في نيوزيلندا.
- انتخب عضو مجلس النواب النيوزيلندي ‏ وقد انضم خلال فترته النيابية [الإنجليزية]‏ ( – 31 يناير 2019) للكتلة البرلمانية الحزب الوطني في نيوزيلندا.